# Run Length Limited
Run Length Limited (RLL) är en metod att lagra digital information på magnetiska och optiska media. Metoden använd bland annat i MiniDisc, DVD och Blu-ray-skivor.